# Patricia Nseya Mulela
Patricia Nseya Mulela, née le 25 novembre 1978 à Kolwezi, est une femme politique congolaise. 
Elle est élue députée nationale de la circonscription de Likasi dans la province du Haut-Katanga aux législatives de 2018, et avocate au barreau près la cour d’appel de Lubumbashi
Elle est nommée rapporteur à la CENI dans le quotas de sa famille politique.